# Ochropleura defasciata
Ochropleura defasciata là một loài bướm đêm trong họ Noctuidae.